# Deutsche Cadre-47/2-Meisterschaft 1982/83

Veranstaltungsort: Gladbeck

Die Deutsche Cadre-47/2-Meisterschaft 1982/83 ist eine Billard-Turnierserie und fand am 15. Oktober 1982 in Gladbeck zum 53. Mal statt.

## Geschichte
Der Billard-Verband Westfalen als Verband und die Gladbecker Billard-Union als lokaler Ausrichter organisierten die Deutsche Meisterschaft.
Erst wurden drei regionale Qualifikationsturniere gespielt. Da der Titelverteidiger Klaus Hose nach seinem Wechsel zum BSV Duisburg-Hochfeld 74 von seinem alten so wie seinem neuen Verein versehentlich nicht gemeldet wurde, konnte er seinen Titel nicht verteidigen. Die jeweiligen Sieger und der beste Gruppenzweite bestritten damit das Endturnier.
Der Velberter Thomas Wildförster gewann nach vielen guten Platzierungen endlich seinen ersten deutschen Titel im Cadre 47/2. Im Finale gewann er nach Satzrückstand noch mit 2:1 Sätzen gegen den Münchener Wolfgang Zenkner. Platz drei ging an den Vorjahreszweiten Dortmunder Hans Wernikowski.

## Modus
Gespielt wurde in den Qualifikationsgruppen bis 300 Punkte oder 15 Aufnahmen. In der Endrunde wurden zwei Gewinnsätze bis 150 Punkte gespielt. Das gesamte Turnier wurde mit Nachstoß gespielt. Die Endplatzierung ergab sich aus folgenden Kriterien:
1. Matchpunkte
2. Generaldurchschnitt (GD)
3. Höchstserie (HS)

## Turnierverlauf
| #                          | Name                        | MP  | GD    | BED    | HS  |
| -------------------------- | --------------------------- | --- | ----- | ------ | --- |
| 1                          | Wolfgang Zenkner (München)  | 4:2 | 33,00 | 100,00 | 152 |
| 2                          | Willi Steinberger (Kempten) | 4:2 | 24,65 | 30,00  | 140 |
| 3                          | Fritz Günther (Neunkirchen) | 2:4 | 16,05 | 23,07  | 063 |
| 4                          | Klaus Müller (Neunkirchen)  | 2:4 | 11,20 | 11,93  | 070 |
| Turnierdurchschnitt: 20,38 |                             |     |       |        |     |

| MP    | Match Punkte (Sieger = 2; Unentschieden = 1; Verlierer = 0) |
| SV    | Satzverhältnis (nur bei Turnieren im Satzsystem)            |
| Pkte. | Erzielte Karambolagen                                       |
| Aufn. | benötigte Aufnahmen                                         |
| GD    | Generaldurchschnitt                                         |
| MGD   | Mannschafts-Generaldurchschnitt                             |
| BED   | Bester Einzeldurchschnitt eines Spielers                    |
| BEMD  | Bester Einzeldurchschnitt einer Mannschaft                  |
| BSD   | Bester Satzdurchschnitt eines Spielers                      |
| HS    | Höchstserie                                                 |
| WRP   | Weltranglistenpunkte                                        |

| #                          | Name                         | MP  | GD     | BED    | HS  |
| -------------------------- | ---------------------------- | --- | ------ | ------ | --- |
| 1                          | Thomas Wildförster (Velbert) | 6:0 | 100,00 | 150,00 | 283 |
| 2                          | Günter Siebert (Duisburg)    | 4:2 | 23,30  | 37,50  | 087 |
| 3                          | Dieter Wirtz (Duisburg)      | 2:4 | 27,58  | 42,85  | 086 |
| 4                          | Volker Simanowski (Velbert)  | 0:6 | 13,65  | –      | 099 |
| Turnierdurchschnitt: 29,87 |                              |     |        |        |     |

| MP    | Match Punkte (Sieger = 2; Unentschieden = 1; Verlierer = 0) |
| SV    | Satzverhältnis (nur bei Turnieren im Satzsystem)            |
| Pkte. | Erzielte Karambolagen                                       |
| Aufn. | benötigte Aufnahmen                                         |
| GD    | Generaldurchschnitt                                         |
| MGD   | Mannschafts-Generaldurchschnitt                             |
| BED   | Bester Einzeldurchschnitt eines Spielers                    |
| BEMD  | Bester Einzeldurchschnitt einer Mannschaft                  |
| BSD   | Bester Satzdurchschnitt eines Spielers                      |
| HS    | Höchstserie                                                 |
| WRP   | Weltranglistenpunkte                                        |

| #                          | Name                          | MP  | GD    | BED   | HS  |
| -------------------------- | ----------------------------- | --- | ----- | ----- | --- |
| 1                          | Hans Wernikowski (Dortmund)   | 6:0 | 21,77 | 25,00 | 088 |
| 2                          | Heinz Janzan (Bottrop)        | 4:2 | 24,94 | 42,85 | 147 |
| 3                          | Werner Naruhn (Gelsenkirchen) | 2:4 | 15,91 | 17,60 | 058 |
| 4                          | Fabian Blondeel (Lüdenscheid) | 0:6 | 15,25 | –     | 107 |
| Turnierdurchschnitt: 19,27 |                               |     |       |       |     |

| MP    | Match Punkte (Sieger = 2; Unentschieden = 1; Verlierer = 0) |
| SV    | Satzverhältnis (nur bei Turnieren im Satzsystem)            |
| Pkte. | Erzielte Karambolagen                                       |
| Aufn. | benötigte Aufnahmen                                         |
| GD    | Generaldurchschnitt                                         |
| MGD   | Mannschafts-Generaldurchschnitt                             |
| BED   | Bester Einzeldurchschnitt eines Spielers                    |
| BEMD  | Bester Einzeldurchschnitt einer Mannschaft                  |
| BSD   | Bester Satzdurchschnitt eines Spielers                      |
| HS    | Höchstserie                                                 |
| WRP   | Weltranglistenpunkte                                        |

### Finalrunde
| Name               | MP  | SP  | 1. Satz | 2. Satz | 3. Satz | Pkte. | Aufn. | GD    | BSD    | HS  |
| ------------------ | --- | --- | ------- | ------- | ------- | ----- | ----- | ----- | ------ | --- |
| Halbfinale         |     |     |         |         |         |       |       |       |        |     |
| Hans Wernikowski   | 0:2 | 0:4 | 139(4)  | 39(3)   |         | 178   | 7     | 25,42 | –      | 79  |
| Wolfgang Zenkner   | 2:0 | 4:0 | 150(4)  | 150(3)  |         | 300   | 7     | 42,85 | 50,00  | 132 |
| Thomas Wildförster | 2:0 | 4:0 | 150(4)  | 150(3)  |         | 300   | 7     | 42,85 | 50,00  | 100 |
| Heinz Janzen       | 0:2 | 0:4 | 53(4)   | 10(3)   |         | 63    | 7     | 9,00  | –      | 26  |
| Spiel um Platz 3   |     |     |         |         |         |       |       |       |        |     |
| Hans Wernikowski   | 2:0 | 4:0 | 150(6)  | 150(3)  |         | 300   | 9     | 33,33 | –      | 116 |
| Heinz Janzen       | 0:2 | 0:4 | 81(6)   | 139(3)  |         | 220   | 9     | 24,44 | –      | 107 |
| Finale             |     |     |         |         |         |       |       |       |        |     |
| Wolfgang Zenkner   | 0:2 | 2:4 | 150(4)  | 0(1)    | 95(4)   | 245   | 9     | 27,22 | 37,50  | 122 |
| Thomas Wildförster | 2:0 | 4:2 | 104(4)  | 150(1)  | 150(4)  | 404   | 9     | 44,88 | 150,00 | 228 |

### Abschlusstabelle
| MP    | Match Points (Sieger = 2; Unentschieden = 1; Verlierer = 0) |
| Pkte. | Erzielte Karambolagen                                       |
| Aufn. | Benötigte Versuche                                          |
| GD    | Generaldurchschnitt                                         |
| BED   | Bester Einzeldurchschnitt eines Spielers                    |
| HS    | Höchstserie                                                 |
|       | Bester GD des Turniers                                      |
|       | Bester ED des Turniers                                      |
|       | Beste HS des Turniers                                       |
|       | 1. Platz (Gold)                                             |
|       | 2. Platz (Silber)                                           |
|       | 3. Platz (Bronze)                                           |

| Endklassement              | Endklassement                | Endklassement | Endklassement | Endklassement | Endklassement | Endklassement | Endklassement | Endklassement | Endklassement |
| Platz                      | Name                         | MP            | SP            | Pkt.          | Aufn.         | GD            | BED           | BSD           | HS            |
| -------------------------- | ---------------------------- | ------------- | ------------- | ------------- | ------------- | ------------- | ------------- | ------------- | ------------- |
| 1                          | Thomas Wildförster (Velbert) | 4:0           | 8:2           | 704           | 16            | 44,00         | 44,88         | 150,00        | 228           |
| 2                          | Wolfgang Zenkner (München)   | 2:2           | 4:2           | 545           | 16            | 34,06         | 42,85         | 50,00         | 132           |
| 3                          | Hans Wernikowski (Dortmund)  | 2:2           | 4:4           | 478           | 16            | 29,87         | 33,33         | 50,00         | 116           |
| 4                          | Heinz Janzen (Bottrop)       | 0:4           | 0:8           | 283           | 16            | 17,68         | –             | –             | 107           |
| Turnierdurchschnitt: 31,40 |                              |               |               |               |               |               |               |               |               |